# Мери Попинс (филм)
Мери Попинс (енгл. Mary Poppins) је амерички филмски мјузикл из 1964. године. Режију потписује Роберт Стивенсон, док је продуцент био Волт Дизни, са песмама које су написала и компоновала браћа Шерман. Сценарио Била Волша и Дона Даградија темељи се на серијалу романа Мери Попинс Памеле Линдон Траверс. Представља комбинацију играног и анимираног филма, а главну улогу у свом дугометражном дебију игра Џули Ендруз као Мери Попинс која посети дисфункционалну породицу у Лондону и користи свој јединствени животни стил како би побољшала породичну динамику. У споредним улогама наступају: Дик ван Дајк, Дејвид Томлинсон и Глинис Џонс. У је потпуности снимљен у Бербанку, користећи осликане лондонске сцене у позадини.
Приказан је 27. августа 1964. године, добивши одличне критике и остваривши комерцијални успех. Постао је филм са највећом зарадом 1964. године и био Дизнијев филм са највећом зарадом. Добио је укупно 13 номинација за Оскара, што је био рекорд за било који филм студија Walt Disney Studios, а освојио је пет: за најбољу глумицу у главној улози за Ендрузову, за најбоље уређивање филма, за најбољу музику, за најбоље визуелне ефекте и за најбољу оригиналну песму за „Chim Chim Cher-ee”. Године 2013. Конгресна библиотека га је изабрала за чување у Националном филмском регистру САД због „културног, историјског или естетског значаја”. Сматра се крунским играним остварењем Волта Дизнија и једини је од његових филмова који је за живота зарадио номинацију за најбољи филм.
Наставак, Повратак Мери Попинс, приказан је 19. септембра 2018. године.

## Радња
У едвардијанском Лондону, 1910, Џорџ Бенкс се враћа кући у Улици трешања 17, да би од своје супруге Винифред сазнао да је Кејти Нана напустила њихову службу након што су им деца, Џејн и Мајкл, побегла, „Четврти пут ове недеље” („Life I Lead”). Врати их убрзо након тога пуковник Џоунс, који открива да су деца јурила за изгубљеним змајем. Деца моле оца да им помогне да направе бољи змај, али он их одбија. Преузимајући на себе да унајми нову дадиљу, господин Бенкс поставља оглас за строгу дадиљу без глупости. Супротно томе, Џејн и Мајкл представљају властити оглас за љубазнију, слађу дадиљу. („Perfect Nanny”) Винифред покушава да одржи мир. Господин Бенкс поцепа писмо и баци остатке у камин, али јак ветар извлачи фрагменте кроз димњак и у ваздух.
Сутрадан, неколико старијих дадиља киселог лица чекају испред куће Бенксових, али их снажни налет ветра одува. Џејн и Мајкл су потом сведоци младе дадиље која се спушта са неба користећи свој кишобран. Представљајући се господину Бенксу, Мери Попинс мирно израђује обновљен оглас за децу и слаже се захтевима, али обећава запрепашћеном банкару да ће бити чврста према његовој деци. Док се господин Бенкс загонетка око повратка огласа, Мери Попинс се запошљава и уверава га да је то првобитно била његова идеја. Упознаје децу и помаже им да магично среде своју собу пуцкетајући прстима, пре него што крене у шетњу парком („Spoonful of Sugar”).
Напољу срећу Мериног старог пријатеља, Берта, који ради као чистач; Мери Попинс користи своју магију да пренесе групу на један од његових цртежа. Док се деца возе на вртешци, Мери Попинс и Берт одлазе у лагану шетњу. Заједно певају („Jolly Holiday”), а Берт кокетира са Мери Попинс. Након што се двојац састане са децом, Мери Попинс зачарава коњиће са вртешке; Берт спасава лисицу из лова на лисице; учествују у коњској трци у којој Мери побеђује. Описујући своју победу, Мери Попинс користи бесмислену реч („Supercalifragilisticexpialidocious”). Излет се завршава када грмљавинска олуја раствори Бертове цртеже, враћајући групу у Лондон.
Следећег дана њих троје упознају необичног Бертовог ујака Алберта, који је лебдео у ваздуху због његовог неконтролисаног смеха и придружили су му се на чајанки на плафону са пуно шала („I Love to Laugh”). После тога, господина Бенкса нервира весела атмосфера у домаћинству и прети Мери Попинс отказом, али она манипулише њиме тако да следећег дана одведе децу на своје радно место, у банку. Те вечери, Мери каже деци жене која седи поред катедрале Светог Павла и продаје храну за птице („Feed The Birds”). Следећег дана у банци, деца се састају са господином Дејвсом. Господин Дејвс агресивно подстиче Мајкла да инвестира свој пени у банку, на крају отимајући новчиће од Мајкла. („Fidelity Fiduciary Bank”) Мајкл их тражи назад; други купци начују сукоб и сви почињу да захтевају повраћај сопственог новца, што доводи до банковске панике.
Џејн и Мајкл беже из банке, губећи се на Ист Енду све док се поново не сретну са Бертом, који сада ради као оџачар, који их прати кући („Chim Chim Cheree”). Њих троје и Мери Попинс одлазе на кровове, где имају број за песму и плес са другим димњачарима, који се изливају у дом Бенксових („Step in Time”) након што њихов комшија адмирал Бум пуца на њих ватрометом, мислећи да су разбојници. Господин и госпођа Бенкс се враћају кући где проналазе Бертове пријатеље како плешу у њиховој кући и испраћају их. Господин Бенкс тада добија телефонски позив из банке тражећи састанак с њим о томе шта су деца радила. Деца чују телефонски позив и схватају да је њихов отац у невољи. Берт каже господину Бенксу да мора провести више времена са својом децом пре него што одрасту („A Man Has Dreams”). Мајкл даје оцу пени у нади да ће се поправити.
Г. Бенкс шета Лондоном до банке, где га отпуштају уз понижавајућу церемонију ражаловања. Гледајући у новчић, тражећи речи да каже, он убрзано изговори „Суперкалифраџилистикекспијалидошес”, исприча виц ујака Алберта „Дрвена нога звана Смит” који су деца испричала, и срећно крене кучи. Г. Дејвис размишља о шали и, након што је коначно разуме, почне да лебди, смејући се.
Сутрадан, ветар се мења, што значи да Мери Попинс мора да оде. Срећнији господин Бенкс налази се код куће, поправивши змаја своје деце, и изведе породицу да њиме лети. У парку, породица Бенкс упознаје сина господина Дејвса, г. Дејвса Млађег, који открива да је његов отац умро од смеха од шале. („Let's Go Fly a Kite”). Иако му је у почетку жао, господин Бенкс се убрзо обрадује због њега, јер господин Дејвс Млађи никада у животу није видео свог оца срећнијег и поново запошљава господина Бенкса као млађег партнера. Завршеним послом, Мери Попинс завршава филм тако што одлети с Бертом говорећи му да се не задржава предуго.

## Улоге
| Глумац           | Улога              |
| ---------------- | ------------------ |
| Џули Ендруз      | Мери Попинс        |
| Дик ван Дајк     | Берт               |
| Дејвид Томлинсон | Џорџ Бенкс         |
| Глинис Џонс      | Винифред Бенкс     |
| Хермион Бадели   | Елен               |
| Карен Дотрис     | Џејн Бенкс         |
| Метју Гарбер     | Мајкл Бенкс        |
| Елса Ланчестер   | Кејти Нана         |
| Артур Тричер     | позорник Џоунс     |
| Реџиналд Овен    | адмирал Бум        |
| Ед Вин           | ујак Алберт        |
| Рита Шо          | госпођа Брил       |
| Дон Баркли       | господин Биникл    |
| Маржори Итон     | госпођица Персимон |
| Џејмс Логан      | вратар             |
| Алма Лотон       | госпођа Кори       |